# Dandár utcai gyógyfürdő
A Dandár utcai gyógyfürdő Budapest IX. kerületében, a Dandár utca 5-7 szám alatti, erre a célra létesített épületben található.

## A fürdő története
Budapest Székesfőváros Közmunka Tanácsa 1928-ban határozatot hozott népfürdők (tisztasági fürdők) létrehozásáról, melyekben olcsón lehet biztosítani a higiéniailag szükséges fürdési lehetőséget. Ezen program keretében elsőként ezt a fürdőt építették meg, amelynek üzemeltetéséhez szükséges gyógyvizet tartálykocsikkal a Széchenyi Gyógyfürdőt ellátó mélyfúrásos kúttól szállították.
Tervezőjének egyes források K. Császár Ferencet, mások Maróthy Kálmánt, vagy Rimanóczy Gyulát tartják. A valóság az, hogy az épületre K. Császár vázlatterveket készített, amelyeket Maróthy részletes tervvé dolgozott át. Ferkai András kutatásai szerint ugyanakkor az építészirodában dolgozó Rimanóczy készítette el a terveket, csak nem őt jelölték meg szerzőként. Az építkezés 1929 nyara és 1930 májusa között zajlott.
Az art déco épületen megfigyelhető az észak-német téglaexpresszionista építészet hatása is. Érdekessége még a stilizált pártázat, amelyek között indiai sztúpaforma csúcsdíszek helyezkednek el. Utóbbit nagy valószínűséggel Maróthy nővére, Maróthy Margit inspirálta, aki tanulmányozta a hinduizmust, 1925-ben Indiába is ellátogatott és utazásai után először fordította le a hinduizmus szent könyvét, a Bhagavad-gítát.
1978-ban a fürdőt felújították, a vízellátást a közeli Közraktár utcában lévő, kifejezetten erre a célra létesített,  kútból oldották meg. Vízminősége a Gellért Gyógyfürdő vizével közel azonos.

## A gyógyvíz jellege
Magas fluoridion tartalmú, nátriumot tartalmazó oldott kalcium-magnézium hidrokarbonátban
gazdag, szulfátos kloridokat is tartalmazó minősített gyógyvíz.

## Fürdő létesítmények
- Termál medence 60 m² alapterülettel, vízhőmérséklet: 36 °C
- Termál medence 25 m² alapterülettel, vízhőmérséklet: 34 °C
- Merülő medence 15 m² alapterülettel, vízhőmérséklet. 20 °C

## Gyógyjavallatok
- Ízületek degeneratív betegségei
- Idült és fél-heveny ízületi gyulladások
- Porckorongsérv
- Idegzsábák